# Zambia en los Juegos Paralímpicos de Tokio 2020
Zambia estuvo representada en los Juegos Paralímpicos de Tokio 2020 por una deportista femenina. El equipo paralímpico zambiano no obtuvo ninguna medalla en estos Juegos.